# Rick Atkinson

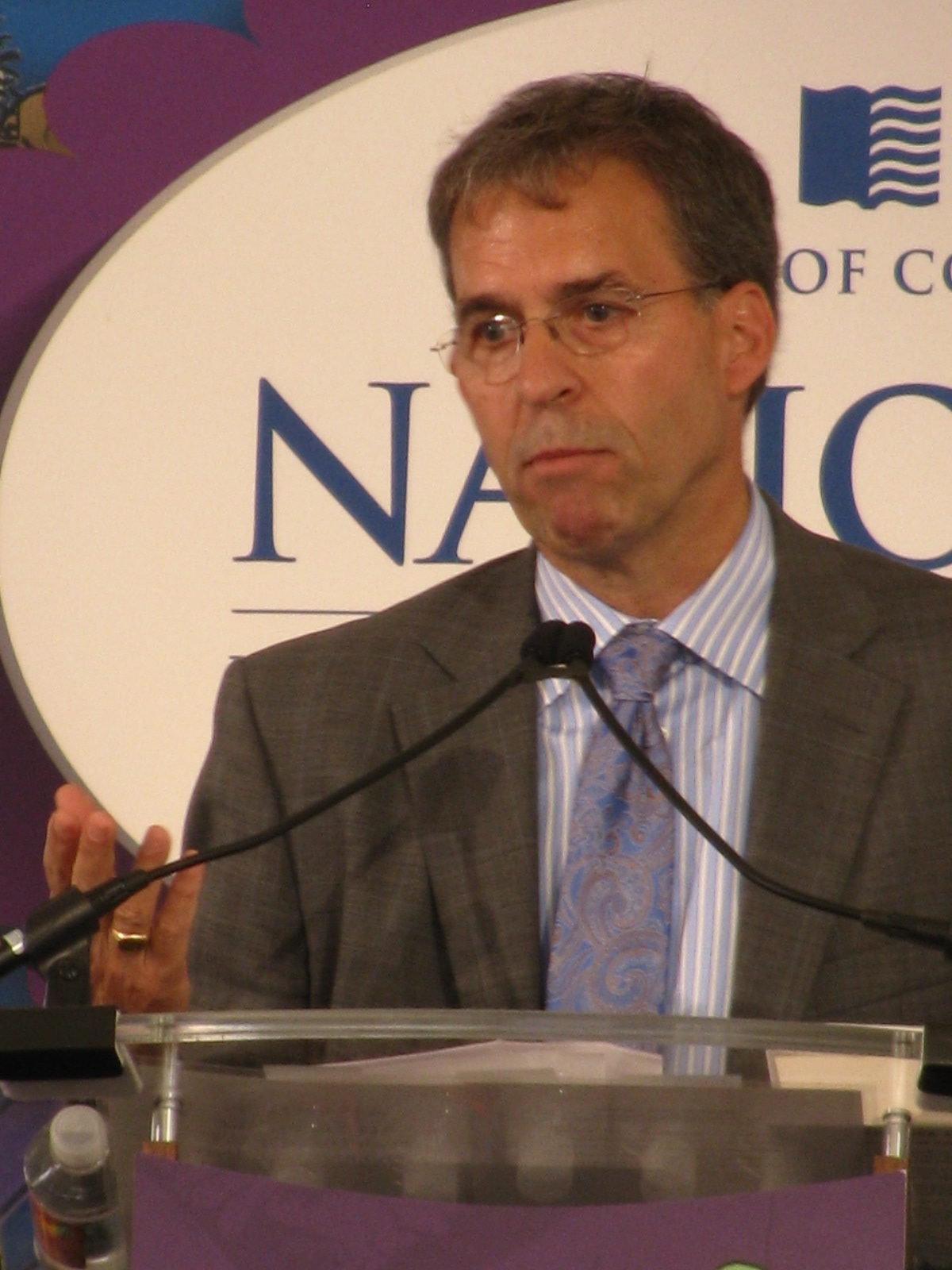
Rick Atkinson (2013)

Rick Atkinson (* 16. November 1952 in München als Lawrence Rush Atkinson IV) ist ein US-amerikanischer Journalist, Militärhistoriker und Sachbuchautor.

## Leben
Atkinson wuchs als Sohn eines in der Bundesrepublik Deutschland stationierten US-Offiziers an verschiedenen Militärstandorten auf. Nach dem Studium der Anglistik an der University of Chicago (Master-Abschluss 1975) wurde er Journalist, ab 1977 bei der Kansas City Times, bei der er als Polizeireporter begann und später für das Ressort Innenpolitik in Washington, D.C. war, und ab 1983 bei der Washington Post, wo er 1993 bis 1996 Leiter des Berliner Büros war und in dieser Zeit auch über die Kriege in Somalia und Bosnien sowie über die NATO berichtete. Außerdem war er Assistant Manager der Washington Post für Recherchen (ab 1996) und 1985 bis 1988 Deputy National Editor für Fragen der nationalen Verteidigung, Diplomatie und Geheimdienste. 1991 leitete er die Berichterstattung der Washington Post im Golfkrieg.
2013 hielt er die Harmon Memorial Lecture in Military History an der United States Air Force Academy in Colorado Springs und die Perspectives in Military History Lecture Series am United States Army War College in Carlisle.
Er gewann mit der Washington Post 1999 den Pulitzer-Preis für Dienst an der Öffentlichkeit (Public Service) für Berichte über die Schießereien der Polizei im Bezirk Washington D. C., 1982 den Pulitzer-Preis für Berichterstattung im Inland (damals bei der Kansas City Times, unter anderem für eine Serie über die West-Point-Abschlussklasse von 1966, die hohe Verluste im Vietnamkrieg hatte, und den Einsturz des Hyatt Regency Walkway in Kansas City) und 2003 für Geschichte für das Buch An Army at Dawn, das auch 2003 den Henry Adams Prize erhielt. Außerdem erhielt er für seine Reportagen den George Polk Award (1989) und 2007 den Gerald R. Ford Award. 2013 erhielt er den Special Award des New York Military Affairs Symposium.
2010 erhielt er den Pritzker Literature Award for Lifetime Achievement in Military Writing. 2004/05 war er General Omar N. Bradley Professor for Strategic Leadership am US Army War College und am Dickinson College. 2009 erhielt er den Axel Springer Preis der American Academy in Berlin. 2014 wurde er mit dem Samuel Eliot Morison Prize ausgezeichnet. 2020 erhielt er für The British are Coming: The War for America, Lexington to Princeton, 1775–1777 den George Washington Book Prize.
Er ist mit der Ärztin an den National Institutes of Health Jane C. Atkinson verheiratet, hat zwei Kinder und lebt in Washington D.C.

## Schriften
- The Fate of the Day: The War for America, Fort Ticonderoga to Charleston, 1777-1780. Random House, New York 2025, ISBN 978-0-593-79918-5.
- The British are Coming: The War for America, Lexington to Princeton, 1775–1777, Henry Holt 2019
- Die Bände seiner Liberation Trilogy über die Beteiligung der Amerikaner auf dem europäischen Kriegsschauplatz im Zweiten Weltkrieg:
  - An Army at Dawn, The War in North Africa 1942–1943, Henry Holt 2002
  - The Day of Battle, The War in Sicily and Italy 1943-1944, Henry Holt 2007
  - The Guns at Last Light: The War in Europe 1944-1945, Henry Holt 2013
- D-Day. The Invasion of Normandy 1944, Macmillan 2014
- In the company of soldiers: a chronicle of battle, New York: Henry Holt 2004 (Geschichte der 101. Luftlandedivision unter General David Petraeus im Irak-Krieg)
- The long gray line: The american journey of West Point´s class of 1966,  Henry Holt, 1989, 2010 (Geschichte der Abschluss-Klasse von West Point 1966)
- Crusade: The untold story of the persian gulf war, Houghton Mifflin 1993 (Geschichte des Golfkriegs)